# Gomphotheriidae
gomphothères
Famille
La famille des gomphothères (Gomphotheriidae) est une famille éteinte d'animaux ressemblant à des éléphants (comme tous les proboscidiens). Ils ont vécu du Miocène au Pléistocène.
Ils sont originaires d'Afrique et se sont par la suite répandus en Asie et en Europe. Par exemple, l'espèce Gomphotherium angustidens est présente dans toute la partie nord du bassin méditerranéen. Les Gomphotheriidae ont atteint l'Amérique du Sud à la fin du Pléistocène un peu avant de disparaître.

## Phylogénie
Comme les Elephantidae et quelques autres proboscidiens, les gomphothères possédaient une trompe. Cependant, ils retiennent quelques caractères ancestraux comme le crâne allongé. Chez le genre dérivé Anancus toutefois, il s'est raccourci de façon convergente avec les éléphants.
Les gomphothères sont des éléphantiformes. Ils regroupent les Amebelodontes (disparus il y a 4,7 millions d'années), et les Choerolophodontes (qui vivent de -20 à -7 millions d'années). Leurs molaires sont bunodontes, et il s'agit là d'un caractère typique du groupe. Ils sont paraphylétiques car les éléphants à dents lamellaires descendent d'éléphantiformes bunodontes. En d'autres termes, les éléphants s'enracinent dans les gomphothères.

## Anatomie
Leurs molaires bunodontes en mammelons sont semblables à celles des Mammutidae et comme eux ils sont considérés comme étant des mastodontes, sur la base de ces caractères. Les mastodontes ne sont pas un clade mais un type écologique.
Les gomphothères possédaient des molaires à prismes d'émail élargi. 

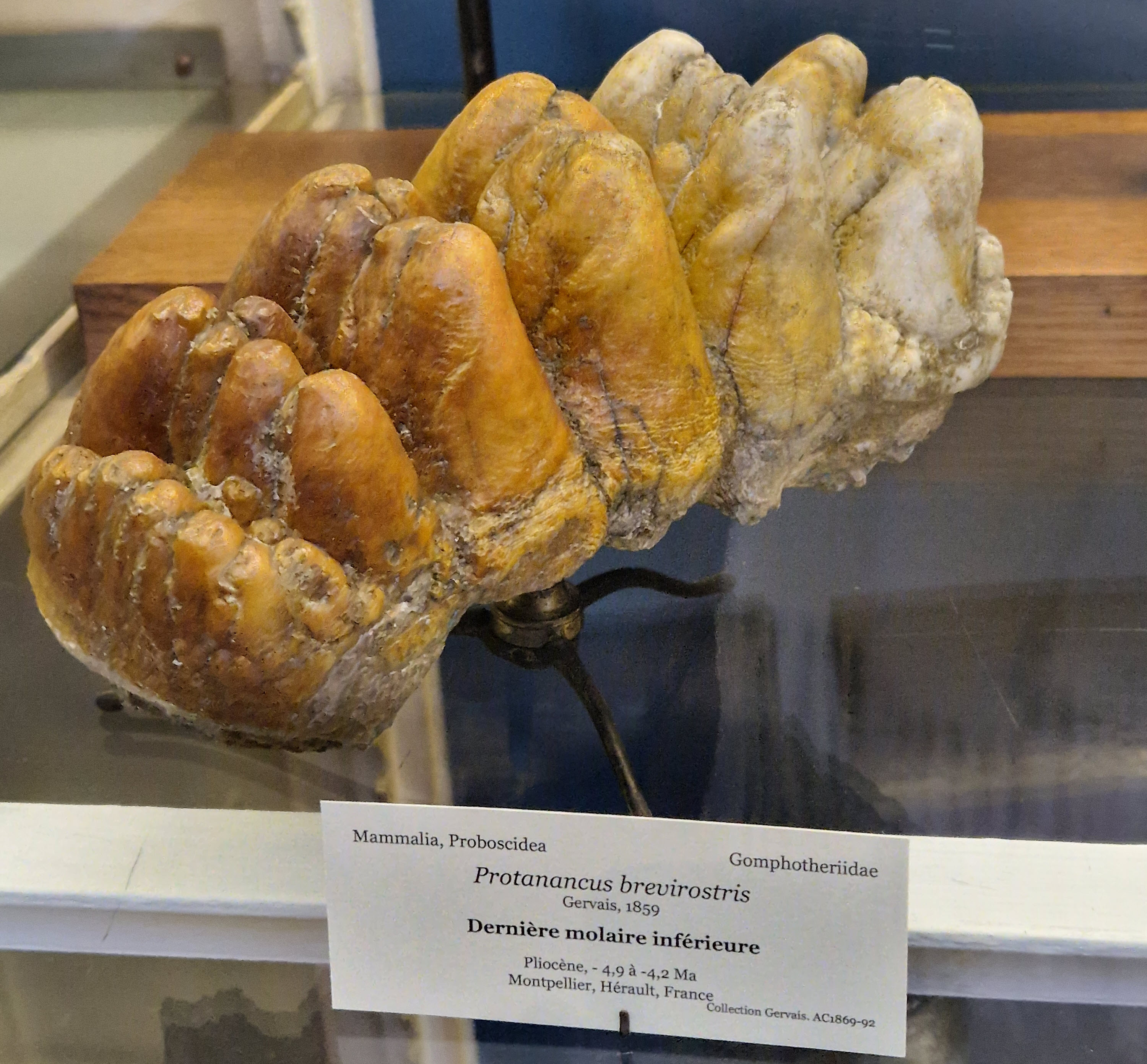
Protanancus brevirostris (Gervais, 1859). Dernière molaire inférieure.

Certains comme Gomphotherium et Tetralophodon, ont acquis le grade tétralophodonte, avec l’apparition d'une quatrième lophide sur les molaires M1 et M2 du dentaire et du maxillaire. Cependant des gomphothères asiatiques possèdent le grade trilophodonte, comme Sinomastodon, Haplomastodon et Cuvieronius.
Ce sont les gomphothères tétralophodontes qui auraient donné les Elephantidae et les Stegodontidae.
Les gomphothères possédaient généralement 4 défenses, 2 à la mâchoire supérieure, recourbées vers le bas et deux à la mâchoire inférieure en forme de pelle. Cette disposition est particulièrement visible chez les Amebelodontes (Amebelodontini) Amebelodon et Platybelodon. Il est possible que cela leur ait servi à creuser le sol à la recherche de végétaux et de racines dans les milieux marécageux dans lequel ils vivaient, et qui étaient répandus en Asie. Les dents en pelle de la mâchoire inférieure sont toutefois absentes chez Anancus. La configuration à 4 défenses est connue également chez des elephantiformes plus basaux comme Phiomia et Eritreum. Cependant les défenses inférieures comme supérieures sont moins développées.
Les gomphothères étaient des mammifères herbivores dominants au Miocène. Le climat était alors plus chaud qu'aujourd'hui et le gisement français de Sansan (Gers) a livré des spécimens de Gomphotherium de 4 mètres au garrot et doté de défenses supérieures d'1,30 m de long.
Les derniers gomphothères tétralophodontes, comme Anancus s'éteignent au Miocène supérieur, il y a 4 millions d'années en Afrique orientale et du Sud, et il y a 1,9 million d'années en Europe. Cette disparition serait due à la raréfaction des forêts et à la concurrence avec les éléphants.

## Classification
Liste des genres selon Shoshani & Tassy (2004):
- sous-famille Amebelodontinae Barbour, 1927:
  - Archaeobelodon Tassy, 1984
  - Amebelodon Barbour, 1927
  - Platybelodon Borissiak, 1928
  - Protanancus Arambourg, 1945
  - Serbelodon Frick, 1933
- sous-famille Choerolophodontinae Gaziry, 1976:
  - Afrochoerodon Pickford, 2001
  - Choerolophodon Schlesinger, 1917
- sous-famille Cuvieroniinae Cabrera, 1929:
  - Cuvieronius Osborn, 1923
  - Haplomastodon Hoffstetter, 1950
  - Notiomastodon Cabrera, 1929
  - Stegomastodon Pohlig, 1912
- sous-famille Gomphotheriinae Hay, 1922
  - Gomphotherium Burmeister, 1837
- sous-famille Rhynchotheriinae Hay, 1922:
  - Rhynchotherium Falconer, 1868
- incertae sedis:
  - Eubelodon Barbour 1914
  - Gnathabelodon Barbour and Sternberg, 1935
  - Sinomastodon Tobien, Chen, & Li, 1986